# فيشر للإلكترونيات

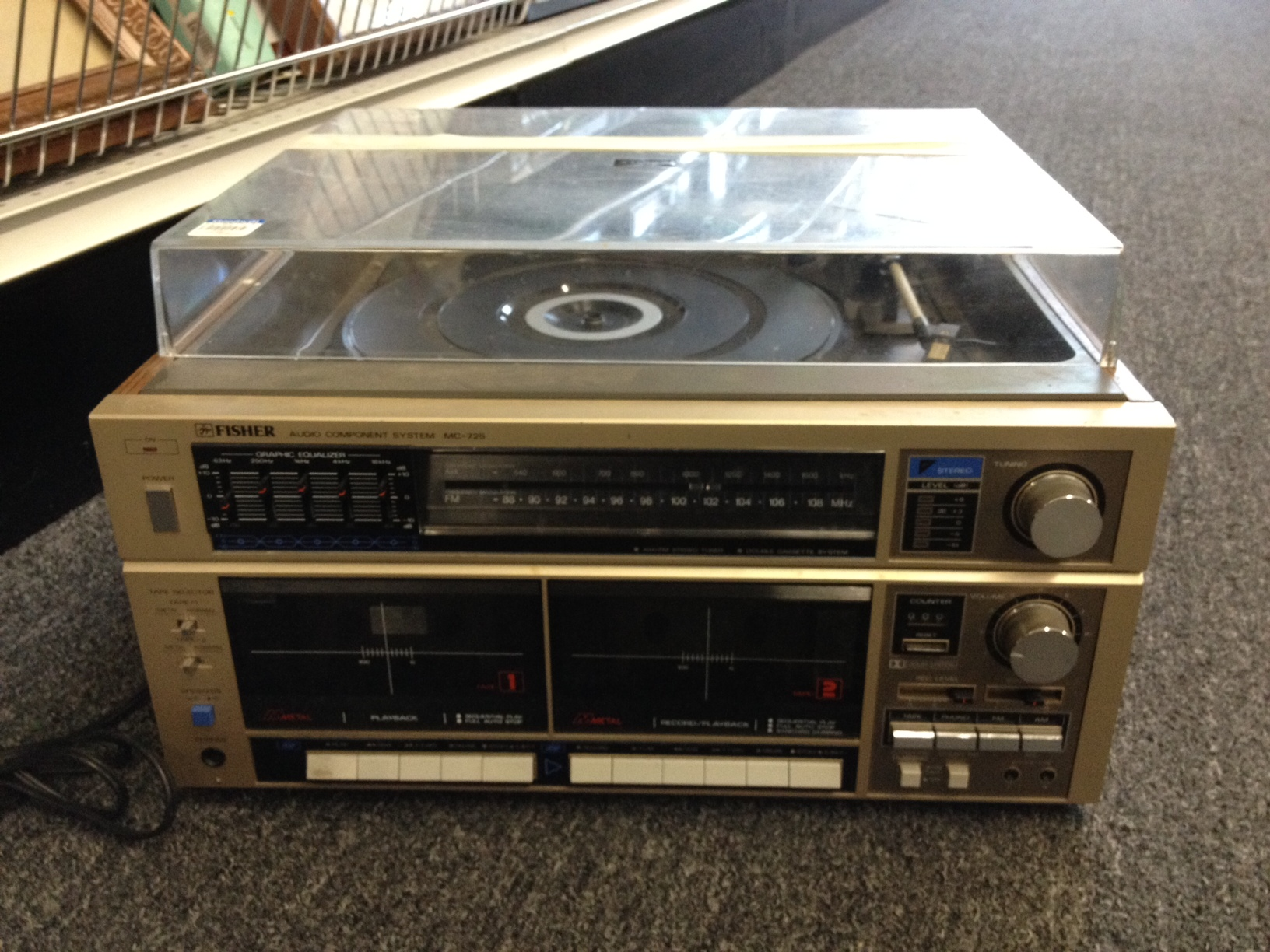
جهاز التسجيل القديم على الطاولة

فيشر للإلكترونيات (بالإنجليزية: Fisher Electronics)‏، هي شركة أمريكية تابعة لشركة سانيو، تأسست سنة 1945، وتقع مقرها في مدينة نيويورك، وهي تنتج الآلات الإلكترونية المنزلية كصناعة التلفاز والتسجيل الصوتي وغيرها.